# يلالة (يريم)

تعديل مصدري - تعديل

يلالة هي إحدى قرى عزلة خودان بمديرية يريم التابعة لمحافظة إب، بلغ تعداد سكانها 640 نسمة حسب تعداد اليمن لعام 2004.